# Premier district congressionnel de Pennsylvanie
Le 1er district congressionnel de Pennsylvanie comprend tout le comté de Bucks et une partie du comté de Montgomery, dans le sud-est de la Pennsylvanie. Il est représenté par le Républicain Brian Fitzpatrick depuis 2019.
La carte des districts congressionnels de l'État a été redessinée par la Cour suprême de Pennsylvanie en février 2018 après avoir jugé la précédente carte inconstitutionnelle en raison d'un gerrymandering partisan ; le 1er district précédent a été géographiquement remplacé par le 2e district nouvellement redessiné qui, le 6 novembre 2018, a élu Brendan Boyle, le titulaire du 13e district. Le nouveau 1er district est similaire au 8e district précédent, les nouvelles limites entrant en vigueur pour les élections de 2018 et la représentation par la suite.
Fitzpatrick, le titulaire du 8e district précédent, a été élu le 6 novembre 2018 dans le 1er district nouvellement redessiné. Seuls des changements mineurs ont été apportés au district après le redécoupage à la suite du recensement de 2020. C’était l’une des 18 circonscriptions qui auraient voté pour Joe Biden à l’élection présidentielle de 2020 si elles avaient existé dans leur configuration actuelle tout en ayant été remportées ou détenues par un républicain en 2022.
Le district est l'un des sept avec un indice de vote partisan CPVI de EVEN, ce qui signifie que le district vote presque de la même manière que l'électorat national.
Avant 2018, le district était généralement basé à Philadelphie.

## Historique de vote
| Année | Poste      | Résultats                 |
| ----- | ---------- | ------------------------- |
| 2020  | Président  | Biden 50,0 % – 49,0 %     |
| 2022  | Gouverneur | Shapiro 59,0 % – 39,0 %   |
| 2022  | Sénat      | Fetterman 52,0 % – 45,0 % |

## Liste des Représentants du district

### 1791 - 1793: Un siège
| Membre                          | Parti              | Années                    | Congrès | Histoire électorale                                                                              |
| ------------------------------- | ------------------ | ------------------------- | ------- | ------------------------------------------------------------------------------------------------ |
| District établit le 4 mars 1791 |                    |                           |         |                                                                                                  |
| Thomas Fitzsimons               | Pro Administration | 4 mars 1791 - 3 mars 1793 | 2e      | Redécoupage depuis le district at-large et réélu en 1791. Redécoupage vers le district at-large. |

### 1795 - 1803: Un siège
Le district fut organisé depuis le district at-large en 1795.
| Membre             | Parti                 | Années                          | Congrès | Histoire électorale |
| ------------------ | --------------------- | ------------------------------- | ------- | --- |
| John Swanwick (en) | Républicain-Démocrate | 4 mars 1795 - 1er août 1798     | 4e , 5e | Élu en 1794. Réélu en 1796. Décès. |
| Vacant             | Vacant                | 1er août 1798 - 3 décembre 1798 | 5e      | |
| Robert Waln (en)   | Fédéraliste           | 3 décembre 1798 - 3 mars 1801   | 5e , 6e | Élu le 9 octobre 1798 pour terminer le mandat de Swanwick et intronisé le 3 décembre 1798. Réélu le même jour pour le mandat suivant. Retrait. |
| William Jones      | Républicain-Démocrate | 4 mars 1801 - 3 mars 1803       | 7e      | Élu en 1800. Retrait. |

### 1803 - 1823: Trois sièges, puis quatre
Le district fut organisé en 1803 pour avoir 3 district at-large sur un seul ticket. Le district reçu un quatrième siège en 1813, également élu at-large.
| 8   | 4 mars 1803 - 3 mars 1805         | Joseph Clay (en)    | Républicain-Démocrate | Élu en 1802. Réélu en 1804. Réélu en 1806. Démissionne                                                                                 | Jacob Richards (en)   | Républicain-Démocrate | Élu en 1802. Réélu en 1804. Réélu en 1806. Retrait.                                | Michael Leib (en)         | Républicain-Démocrate | Élu en 1802. Réélu en 1804. Démissionne.                                                         | Quatrième siège ajouté en 1812. | Quatrième siège ajouté en 1812. | Quatrième siège ajouté en 1812.                                                                |
| 9e  | 4 mars 1805 - 14 février 1806     | Joseph Clay (en)    | Républicain-Démocrate | Élu en 1802. Réélu en 1804. Réélu en 1806. Démissionne                                                                                 | Jacob Richards (en)   | Républicain-Démocrate | Élu en 1802. Réélu en 1804. Réélu en 1806. Retrait.                                | Michael Leib (en)         | Républicain-Démocrate | Élu en 1802. Réélu en 1804. Démissionne.                                                         | Quatrième siège ajouté en 1812. | Quatrième siège ajouté en 1812. | Quatrième siège ajouté en 1812.                                                                |
| 9e  | 14 février 1806 - 8 décembre 1806 | Joseph Clay (en)    | Républicain-Démocrate | Élu en 1802. Réélu en 1804. Réélu en 1806. Démissionne                                                                                 | Jacob Richards (en)   | Républicain-Démocrate | Élu en 1802. Réélu en 1804. Réélu en 1806. Retrait.                                | Vacant                    | Vacant                | Vacant                                                                                           | Quatrième siège ajouté en 1812. | Quatrième siège ajouté en 1812. | Quatrième siège ajouté en 1812.                                                                |
| 9e  | 8 décembre 1806 - 3 mars 1807     | Joseph Clay (en)    | Républicain-Démocrate | Élu en 1802. Réélu en 1804. Réélu en 1806. Démissionne                                                                                 | Jacob Richards (en)   | Républicain-Démocrate | Élu en 1802. Réélu en 1804. Réélu en 1806. Retrait.                                | John Porter (en)          | Républicain-Démocrate | Élu en 1806. Réélu plus tard pour terminer le mandat de Leib. Réélu en 1808. Perd sa réélection. | Quatrième siège ajouté en 1812. | Quatrième siège ajouté en 1812. | Quatrième siège ajouté en 1812.                                                                |
| 10e | 4 mars 1807 - 28 mars 1808        | Joseph Clay (en)    | Républicain-Démocrate | Élu en 1802. Réélu en 1804. Réélu en 1806. Démissionne                                                                                 | Jacob Richards (en)   | Républicain-Démocrate | Élu en 1802. Réélu en 1804. Réélu en 1806. Retrait.                                | John Porter (en)          | Républicain-Démocrate | Élu en 1806. Réélu plus tard pour terminer le mandat de Leib. Réélu en 1808. Perd sa réélection. | Quatrième siège ajouté en 1812. | Quatrième siège ajouté en 1812. | Quatrième siège ajouté en 1812.                                                                |
| 10e | 28 mars 1808 - 16 novembre 1808   | Vacant              | Vacant                | Vacant | Jacob Richards (en)   | Républicain-Démocrate | Élu en 1802. Réélu en 1804. Réélu en 1806. Retrait.                                | John Porter (en)          | Républicain-Démocrate | Élu en 1806. Réélu plus tard pour terminer le mandat de Leib. Réélu en 1808. Perd sa réélection. | Quatrième siège ajouté en 1812. | Quatrième siège ajouté en 1812. | Quatrième siège ajouté en 1812.                                                                |
| 10e | 16 novembre 1808 - 3 mars 1809    | Benjamin Say (en)   | Républicain-Démocrate | Élu pour terminer le mandat de Clay. Réélu en 1808. Démissionne.                                                                       | Jacob Richards (en)   | Républicain-Démocrate | Élu en 1802. Réélu en 1804. Réélu en 1806. Retrait.                                | John Porter (en)          | Républicain-Démocrate | Élu en 1806. Réélu plus tard pour terminer le mandat de Leib. Réélu en 1808. Perd sa réélection. | Quatrième siège ajouté en 1812. | Quatrième siège ajouté en 1812. | Quatrième siège ajouté en 1812.                                                                |
| 11  | 4 mars 1809 - juin 1809           | Benjamin Say (en)   | Républicain-Démocrate | Élu pour terminer le mandat de Clay. Réélu en 1808. Démissionne.                                                                       | William Anderson (en) | Républicain-Démocrate | Élu en 1808. Réélu en 1810. Réélu en 1812. Perd sa réélection.                     | John Porter (en)          | Républicain-Démocrate | Élu en 1806. Réélu plus tard pour terminer le mandat de Leib. Réélu en 1808. Perd sa réélection. | Quatrième siège ajouté en 1812. | Quatrième siège ajouté en 1812. | Quatrième siège ajouté en 1812.                                                                |
| 11  | juin 1809 - 10 octobre 1809       | Vacant              | Vacant                | Vacant | William Anderson (en) | Républicain-Démocrate | Élu en 1808. Réélu en 1810. Réélu en 1812. Perd sa réélection.                     | John Porter (en)          | Républicain-Démocrate | Élu en 1806. Réélu plus tard pour terminer le mandat de Leib. Réélu en 1808. Perd sa réélection. | Quatrième siège ajouté en 1812. | Quatrième siège ajouté en 1812. | Quatrième siège ajouté en 1812.                                                                |
| 11  | 10 octobre 1809 - 3 mars 1811     | Adam Seybert (en)   | Républicain-Démocrate | Élu pour terminer le mandat d'Anderson. Réélu en 1810. Réélu en 1812. Perd sa réélection.                                              | William Anderson (en) | Républicain-Démocrate | Élu en 1808. Réélu en 1810. Réélu en 1812. Perd sa réélection.                     | John Porter (en)          | Républicain-Démocrate | Élu en 1806. Réélu plus tard pour terminer le mandat de Leib. Réélu en 1808. Perd sa réélection. | Quatrième siège ajouté en 1812. | Quatrième siège ajouté en 1812. | Quatrième siège ajouté en 1812.                                                                |
| 12e | 4 mars 1811 - 3 mars 1813         | Adam Seybert (en)   | Républicain-Démocrate | Élu pour terminer le mandat d'Anderson. Réélu en 1810. Réélu en 1812. Perd sa réélection.                                              | William Anderson (en) | Républicain-Démocrate | Élu en 1808. Réélu en 1810. Réélu en 1812. Perd sa réélection.                     | James Milnor (en)         | Fédéraliste           | Élu en 1810. Retrait.                                                                            | Quatrième siège ajouté en 1812. | Quatrième siège ajouté en 1812. | Quatrième siège ajouté en 1812.                                                                |
| 13e | 4 mars 1813 - 3 mars 1815         | Adam Seybert (en)   | Républicain-Démocrate | Élu pour terminer le mandat d'Anderson. Réélu en 1810. Réélu en 1812. Perd sa réélection.                                              | William Anderson (en) | Républicain-Démocrate | Élu en 1808. Réélu en 1810. Réélu en 1812. Perd sa réélection.                     | Charles J. Ingersoll (en) | Républicain-Démocrate | Élu en 1812. Perd sa réélection.                                                                 | John Conard (en)                | Républicain-Démocrate           | Élu en 1812. Retrait.                                                                          |
| 14e | 4 mars 1815 - 16 mai 1815         | William Milnor (en) | Fédéraliste           | Élu en 1814. Perd sa réélection. | Thomas Smith (en)     | Fédéraliste           | Élu en 1814. Retrait.                                                              | Joseph Hopkinson (en)     | Fédéraliste           | Élu en 1814. Réélu en 1816. Retrait.                                                             | Jonathan Williams               | Républicain-Démocrate           | Élu en 1814. Décès.                                                                            |
| 14e | 16 mai 1815 - 10 octobre 1815     | William Milnor (en) | Fédéraliste           | Élu en 1814. Perd sa réélection. | Thomas Smith (en)     | Fédéraliste           | Élu en 1814. Retrait.                                                              | Joseph Hopkinson (en)     | Fédéraliste           | Élu en 1814. Réélu en 1816. Retrait.                                                             | Vacant                          | Vacant                          | Vacant                                                                                         |
| 14e | 10 octobre 1815 - 3 mars 1817     | William Milnor (en) | Fédéraliste           | Élu en 1814. Perd sa réélection. | Thomas Smith (en)     | Fédéraliste           | Élu en 1814. Retrait.                                                              | Joseph Hopkinson (en)     | Fédéraliste           | Élu en 1814. Réélu en 1816. Retrait.                                                             | John Sergeant (en)              | Fédéraliste                     | Élu pour terminer le mandat de Williams. Réélu en 1816. Réélu en 1818. Réélu en 1820. Retrait. |
| 15e | 4 mars 1817 - 3 mars 1819         | Adam Seybert (en)   | Républicain-Démocrate | Élu en 1816. Perd sa réélection. | William Anderson (en) | Républicain-Démocrate | Élu en 1816. Perd sa réélection.                                                   | Joseph Hopkinson (en)     | Fédéraliste           | Élu en 1814. Réélu en 1816. Retrait.                                                             | John Sergeant (en)              | Fédéraliste                     | Élu pour terminer le mandat de Williams. Réélu en 1816. Réélu en 1818. Réélu en 1820. Retrait. |
| 16e | 4 mars 1819 - 3 mars 1821         | Thomas Forrest (en) | Fédéraliste           | Élu en 1818. Perd sa réélection. | Joseph Hemphill (en)  | Fédéraliste           | Élu en 1818. Réélu en 1820. Redécoupage vers le 2e district et perd sa réélection. | Samuel Edwards (en)       | Fédéraliste           | Élu en 1818. Réélu en 1820. Redécoupage vers le 4e district et perd sa réélection.               | John Sergeant (en)              | Fédéraliste                     | Élu pour terminer le mandat de Williams. Réélu en 1816. Réélu en 1818. Réélu en 1820. Retrait. |
| 17  | 4 mars 1821 - 8 mai 1822          | William Milnor (en) | Fédéraliste           | Élu en 1820. Démissionne. | Joseph Hemphill (en)  | Fédéraliste           | Élu en 1818. Réélu en 1820. Redécoupage vers le 2e district et perd sa réélection. | Samuel Edwards (en)       | Fédéraliste           | Élu en 1818. Réélu en 1820. Redécoupage vers le 4e district et perd sa réélection.               | John Sergeant (en)              | Fédéraliste                     | Élu pour terminer le mandat de Williams. Réélu en 1816. Réélu en 1818. Réélu en 1820. Retrait. |
| 17  | 8 mai 1822 - 8 octobre 1822       | Vacant              | Vacant                | Vacant | Joseph Hemphill (en)  | Fédéraliste           | Élu en 1818. Réélu en 1820. Redécoupage vers le 2e district et perd sa réélection. | Samuel Edwards (en)       | Fédéraliste           | Élu en 1818. Réélu en 1820. Redécoupage vers le 4e district et perd sa réélection.               | John Sergeant (en)              | Fédéraliste                     | Élu pour terminer le mandat de Williams. Réélu en 1816. Réélu en 1818. Réélu en 1820. Retrait. |
| 17  | 8 octobre 1822 - 3 mars 1823      | Thomas Forrest (en) | Fédéraliste           | Élu pour terminer le mandat de Milnor, mais perd son élection le même jour pour un autre mandat lorsque redécoupé vers le 3e district. | Joseph Hemphill (en)  | Fédéraliste           | Élu en 1818. Réélu en 1820. Redécoupage vers le 2e district et perd sa réélection. | Samuel Edwards (en)       | Fédéraliste           | Élu en 1818. Réélu en 1820. Redécoupage vers le 4e district et perd sa réélection.               | John Sergeant (en)              | Fédéraliste                     | Élu pour terminer le mandat de Williams. Réélu en 1816. Réélu en 1818. Réélu en 1820. Retrait. |

### 1823 - Présent: Un siège
Le district fut réorganisé en 1823 pour n'avoir qu'un seul siège.
| Membre                     | Parti                  | Années                            | Congrès        | Histoire électorale | Zone géographique |
| -------------------------- | ---------------------- | --------------------------------- | -------------- | --- | ----------------- |
| Samuel Breck (en)          | Fédéraliste Adams-Clay | 4 mars 1823 - 3 mars 1826         | 18e            | Élu en 1822. Retrait. | 1823–1833         |
| John Wurts (en)            | Jacksonien (en)        | 4 mars 1825 - 3 mars 1827         | 19e            | Élu en 1824. Retrait. | 1823–1833         |
| Joel B. Sutherland (en)    | Jacksonien (en)        | 4 mars 1827 - février 1833        | 20e - 22e      | Élu en 1826. Réélu en 1828. Réélu en 1830. Réélu en 1832 mais démissionne pour devenir juge. | 1823–1833         |
| Vacant                     | Vacant                 | février 1833 - 8 octobre 1833     | 22e , 23e      | | 1823–1833         |
| Vacant                     | Vacant                 | février 1833 - 8 octobre 1833     | 22e , 23e      | 1833–1843 |                   |
| Joel B. Sutherland (en)    | Jacksonien (en)        | 8 octobre 1833 - 3 mars 1837      | 23e , 24e      | Élu pour terminer le mandat vacant. Réélu en 1834. Perd sa réélection. |                   |
| Lemuel Paynter (en)        | Démocrate              | 4 mars 1837 - 3 mars 1841         | 25e , 26e      | Élu en 1836. Réélu en 1838. Retrait. |                   |
| Charles Brown (en)         | Démocrate              | 4 mars 1841 - 3 mars 1843         | 27e            | Élu en 1840. Retrait. |                   |
| Edward J. Morris (en)      | Whig                   | 4 mars 1843 - 3 mars 1845         | 28e            | Élu en 1843. | 1843–1853         |
| Lewis C. Levin (en)        | Know Nothing           | 4 mars 1845 - 3 mars 1851         | 29e - 31e      | Élu en 1844. Réélu en 1846. Réélu en 1848. Perd sa réélection. | 1843–1853         |
| Thomas B. Florence (en)    | Démocrate              | 4 mars 1851 - 3 mars 1861         | 32e - 26e      | Élu en 1850. Réélu en 1852. Réélu en 1854. Réélu en 1856. Réélu en 1858. Perd sa réélection. | 1843–1853         |
| Thomas B. Florence (en)    | Démocrate              | 4 mars 1851 - 3 mars 1861         | 32e - 26e      | Élu en 1850. Réélu en 1852. Réélu en 1854. Réélu en 1856. Réélu en 1858. Perd sa réélection. | 1853–1863         |
| William Eckart Lehman (en) | Démocrate              | 4 mars 1861 - 3 mars 1863         | 37e            | Élu en 1860. Perd sa réélection. |                   |
| Samuel J. Randall          | Démocrate              | 4 mars 1863 - 3 mars 1875         | 38e - 44e      | Élu en 1862. Réélu en 1864. Réélu en 1866. Réélu en 1868. Réélu en 1870. Réélu en 1872. Redécoupage vers le 3e district. | 1863–1873         |
| Samuel J. Randall          | Démocrate              | 4 mars 1863 - 3 mars 1875         | 38e - 44e      | Élu en 1862. Réélu en 1864. Réélu en 1866. Réélu en 1868. Réélu en 1870. Réélu en 1872. Redécoupage vers le 3e district. | 1873–1883         |
| Chapman Freeman (en)       | Républicain            | 4 mars 1875 - 3 mars 1879         | 45e , 46e      | Élu en 1874. Réélu en 1876. Retrait. |                   |
| Henry H. Bingham           | Républicain            | 4 mars 1879 - 22 mars 1912        | 47e - 62e      | Élu en 1878. Réélu en 1880. Réélu en 1882. Réélu en 1884. Réélu en 1886. Réélu en 1888. Réélu en 1890. Réélu en 1892. Réélu en 1894. Réélu en 1896. Réélu en 1898. Réélu en 1900. Réélu en 1902. Réélu en 1904. Réélu en 1906. Réélu en 1908. Réélu en 1910. Décès. |                   |
| Henry H. Bingham           | Républicain            | 4 mars 1879 - 22 mars 1912        | 47e - 62e      | Élu en 1878. Réélu en 1880. Réélu en 1882. Réélu en 1884. Réélu en 1886. Réélu en 1888. Réélu en 1890. Réélu en 1892. Réélu en 1894. Réélu en 1896. Réélu en 1898. Réélu en 1900. Réélu en 1902. Réélu en 1904. Réélu en 1906. Réélu en 1908. Réélu en 1910. Décès. | 1883–1893         |
| Henry H. Bingham           | Républicain            | 4 mars 1879 - 22 mars 1912        | 47e - 62e      | Élu en 1878. Réélu en 1880. Réélu en 1882. Réélu en 1884. Réélu en 1886. Réélu en 1888. Réélu en 1890. Réélu en 1892. Réélu en 1894. Réélu en 1896. Réélu en 1898. Réélu en 1900. Réélu en 1902. Réélu en 1904. Réélu en 1906. Réélu en 1908. Réélu en 1910. Décès. | 1893–1903         |
| Henry H. Bingham           | Républicain            | 4 mars 1879 - 22 mars 1912        | 47e - 62e      | Élu en 1878. Réélu en 1880. Réélu en 1882. Réélu en 1884. Réélu en 1886. Réélu en 1888. Réélu en 1890. Réélu en 1892. Réélu en 1894. Réélu en 1896. Réélu en 1898. Réélu en 1900. Réélu en 1902. Réélu en 1904. Réélu en 1906. Réélu en 1908. Réélu en 1910. Décès. | 1903–1913         |
| Vacant                     | Vacant                 | 22 mars 1912 - 24 mai 1912        | 62e            | |                   |
| William S. Vare (en)       | Républicain            | 24 mai 1912 - 3 mars 1927         | 62e - 69e      | Élu pour terminer le mandat de Bingham. Réélu en 1912. Réélu en 1914. Réélu en 1916. Réélu en 1918. Réélu en 1920. Réélu en 1922. Réélu en 1924. Retrait pour se présenter comme Sénateur des États-Unis.                                                           |                   |
| William S. Vare (en)       | Républicain            | 24 mai 1912 - 3 mars 1927         | 62e - 69e      | Élu pour terminer le mandat de Bingham. Réélu en 1912. Réélu en 1914. Réélu en 1916. Réélu en 1918. Réélu en 1920. Réélu en 1922. Réélu en 1924. Retrait pour se présenter comme Sénateur des États-Unis.                                                           | 1913–1933         |
| James M. Hazlett (en)      | Républicain            | 4 mars 1927 - 20 octobre 1927     | 70e            | Élu en 1926. Démissionne. |                   |
| Vacant                     | Vacant                 | 20 octobre 1927 - 8 novembre 1927 | 70e            | |                   |
| James M. Beck (en)         | Républicain            | 8 novembre 1927 - 3 mars 1933     | 70e - 72e      | Élu pour terminer le mandat de Hazlett. Réélu en 1928. Réélu en 1930. Redécoupage vers le 2e district. |                   |
| Harry C. Ransley (en)      | Républicain            | 4 mars 1933 - 3 janvier 1937      | 73e , 74e      | Élu en 1932. Réélu en 1934. Perd sa réélection. | 1933–1943         |
| Leon Sacks (en)            | Démocrate              | 3 janvier 1937 - 3 janvier 1943   | 75e - 77e      | Élu en 1936. Réélu en 1938. Réélu en 1940. Perd sa réélection. | 1933–1943         |
| James A. Gallagher (en)    | Républicain            | 3 janvier 1943 - 3 janvier 1945   | 78e            | Élu en 1942. Perd sa réélection. | 1943–1953         |
| William A. Barrett (en)    | Démocrate              | 3 janvier 1945 - 3 janvier 1947   | 79e            | Élu en 1944. Perd sa réélection. | 1943–1953         |
| James A. Gallagher (en)    | Républicain            | 3 janvier 1947 - 3 janvier 1949   | 80e            | Élu en 1946. Perd sa réélection. | 1943–1953         |
| William A. Barrett (en)    | Démocrate              | 3 janvier 1949 - 12 avril 1976    | 81e - 94e      | Élu en 1948. Réélu en 1950. Réélu en 1952. Réélu en 1954. Réélu en 1956. Réélu en 1958. Réélu en 1960. Réélu en 1962. Réélu en 1964. Réélu en 1966. Réélu en 1968. Réélu en 1970. Réélu en 1972. Réélu en 1974. Décès.                                              | 1943–1953         |
| William A. Barrett (en)    | Démocrate              | 3 janvier 1949 - 12 avril 1976    | 81e - 94e      | Élu en 1948. Réélu en 1950. Réélu en 1952. Réélu en 1954. Réélu en 1956. Réélu en 1958. Réélu en 1960. Réélu en 1962. Réélu en 1964. Réélu en 1966. Réélu en 1968. Réélu en 1970. Réélu en 1972. Réélu en 1974. Décès.                                              | 1953–1963         |
| William A. Barrett (en)    | Démocrate              | 3 janvier 1949 - 12 avril 1976    | 81e - 94e      | Élu en 1948. Réélu en 1950. Réélu en 1952. Réélu en 1954. Réélu en 1956. Réélu en 1958. Réélu en 1960. Réélu en 1962. Réélu en 1964. Réélu en 1966. Réélu en 1968. Réélu en 1970. Réélu en 1972. Réélu en 1974. Décès.                                              | 1963–1973         |
| William A. Barrett (en)    | Démocrate              | 3 janvier 1949 - 12 avril 1976    | 81e - 94e      | Élu en 1948. Réélu en 1950. Réélu en 1952. Réélu en 1954. Réélu en 1956. Réélu en 1958. Réélu en 1960. Réélu en 1962. Réélu en 1964. Réélu en 1966. Réélu en 1968. Réélu en 1970. Réélu en 1972. Réélu en 1974. Décès.                                              | 1973–1983         |
| Vacant                     | Vacant                 | 12 avril 1976 - 2 novembre 1976   | 94e            | |                   |
| Michael Myers (en)         | Démocrate              | 2 novembre 1976 - 2 octobre 1980  | 94e - 96e      | Élu pour terminer le mandat de Barrett. Réélu en 1976. Réélu en 1978. Expulsé. |                   |
| Vacant                     | Vacant                 | 2 octobre 1980 - 3 janvier 1981   | 96e            | |                   |
| Tom Foglietta (en)         | Démocrate              | 3 janvier 1981 - 11 novembre 1997 | 97e - 105e     | Élu en 1980. Réélu en 1982. Réélu en 1984. Réélu en 1986. Réélu en 1988. Réélu en 1990. Réélu en 1992. Réélu en 1994. Réélu en 1996. Démissionne pour devenir Ambassadeur des États-Unis en Italie.                                                                 |                   |
| Tom Foglietta (en)         | Démocrate              | 3 janvier 1981 - 11 novembre 1997 | 97e - 105e     | Élu en 1980. Réélu en 1982. Réélu en 1984. Réélu en 1986. Réélu en 1988. Réélu en 1990. Réélu en 1992. Réélu en 1994. Réélu en 1996. Démissionne pour devenir Ambassadeur des États-Unis en Italie.                                                                 | 1983–1993         |
| Tom Foglietta (en)         | Démocrate              | 3 janvier 1981 - 11 novembre 1997 | 97e - 105e     | Élu en 1980. Réélu en 1982. Réélu en 1984. Réélu en 1986. Réélu en 1988. Réélu en 1990. Réélu en 1992. Réélu en 1994. Réélu en 1996. Démissionne pour devenir Ambassadeur des États-Unis en Italie.                                                                 | 1993–2003         |
| Vacant                     | Vacant                 | 11 novembre 1997 - 19 mai 1998    | 105e           | |                   |
| Bob Brady                  | Démocrate              | 19 mai 1998 - 3 janvier 2019      | 105e - 115e    | Élu pour terminer le mandat de Foglietta. Réélu en 1998. Réélu en 2000. Réélu en 2002. Réélu en 2004. Réélu en 2006. Réélu en 2008. Réélu en 2010. Réélu en 2012. Réélu en 2014. Réélu en 2016. Redécoupage vers le 3e district et retrait.                         |                   |
| Bob Brady                  | Démocrate              | 19 mai 1998 - 3 janvier 2019      | 105e - 115e    | Élu pour terminer le mandat de Foglietta. Réélu en 1998. Réélu en 2000. Réélu en 2002. Réélu en 2004. Réélu en 2006. Réélu en 2008. Réélu en 2010. Réélu en 2012. Réélu en 2014. Réélu en 2016. Redécoupage vers le 3e district et retrait.                         | 2003 – 2013       |
| Bob Brady                  | Démocrate              | 19 mai 1998 - 3 janvier 2019      | 105e - 115e    | Élu pour terminer le mandat de Foglietta. Réélu en 1998. Réélu en 2000. Réélu en 2002. Réélu en 2004. Réélu en 2006. Réélu en 2008. Réélu en 2010. Réélu en 2012. Réélu en 2014. Réélu en 2016. Redécoupage vers le 3e district et retrait.                         | 2013 – 2019       |
| Brian Fitzpatrick          | Républicain            | 3 janvier 2019 - Présent          | 116e - Présent | Redécoupage depuis le 8e district et réélu en 2018. Réélu en 2020. Réélu en 2022. | 2019 - 2023       |
| Brian Fitzpatrick          | Républicain            | 3 janvier 2019 - Présent          | 116e - Présent | Redécoupage depuis le 8e district et réélu en 2018. Réélu en 2020. Réélu en 2022. | 2023 – Présent    |

## Résultats des récentes élections
Voici les résultats des dix précédents cycles électoraux dans le district.

### 2004
| Élection de 2004 du 1er district congressionnel de Pennsylvanie | Élection de 2004 du 1er district congressionnel de Pennsylvanie | Élection de 2004 du 1er district congressionnel de Pennsylvanie | Élection de 2004 du 1er district congressionnel de Pennsylvanie | Élection de 2004 du 1er district congressionnel de Pennsylvanie |
| --------------------------------------------------------------- | --------------------------------------------------------------- | --------------------------------------------------------------- | --------------------------------------------------------------- | --------------------------------------------------------------- |
| Parti                                                           | Parti                                                           | Candidat                                                        | Votes                                                           | %                                                               |
|                                                                 | Démocrate                                                       | Bob Brady (sortant)                                             | 214 462                                                         | 86,3                                                            |
|                                                                 | Républicain                                                     | Deborah L. Williams                                             | 33 266                                                          | 13,4                                                            |
|                                                                 | Indépendant                                                     | Christopher Randolph                                            | 857                                                             | 0,3                                                             |
| Total des votes                                                 | Total des votes                                                 | Total des votes                                                 | 248 585                                                         | 100 %                                                           |
|                                                                 | Les Démocrates conservent                                       |                                                                 |                                                                 |                                                                 |

### 2006
| Élection de 2006 du 1er district congressionnel de Pennsylvanie | Élection de 2006 du 1er district congressionnel de Pennsylvanie | Élection de 2006 du 1er district congressionnel de Pennsylvanie | Élection de 2006 du 1er district congressionnel de Pennsylvanie | Élection de 2006 du 1er district congressionnel de Pennsylvanie |
| --------------------------------------------------------------- | --------------------------------------------------------------- | --------------------------------------------------------------- | --------------------------------------------------------------- | --------------------------------------------------------------- |
| Parti                                                           | Parti                                                           | Candidat                                                        | Votes                                                           | %                                                               |
|                                                                 | Démocrate                                                       | Bob Brady (sortant)                                             | 137 987                                                         | 100 %                                                           |
|                                                                 | Les Démocrates conservent                                       |                                                                 |                                                                 |                                                                 |

### 2008
| Élection de 2008 du 1er district congressionnel de Pennsylvanie | Élection de 2008 du 1er district congressionnel de Pennsylvanie | Élection de 2008 du 1er district congressionnel de Pennsylvanie | Élection de 2008 du 1er district congressionnel de Pennsylvanie | Élection de 2008 du 1er district congressionnel de Pennsylvanie |
| --------------------------------------------------------------- | --------------------------------------------------------------- | --------------------------------------------------------------- | --------------------------------------------------------------- | --------------------------------------------------------------- |
| Parti                                                           | Parti                                                           | Candidat                                                        | Votes                                                           | %                                                               |
|                                                                 | Démocrate                                                       | Bob Brady (sortant)                                             | 242 799                                                         | 90,8                                                            |
|                                                                 | Républicain                                                     | Mike Muhammad                                                   | 24 714                                                          | 9,2                                                             |
| Total des votes                                                 | Total des votes                                                 | Total des votes                                                 | 267 513                                                         | 100 %                                                           |
|                                                                 | Les Démocrates conservent                                       |                                                                 |                                                                 |                                                                 |

### 2010
| Élection de 2010 du 1er district congressionnel de Pennsylvanie | Élection de 2010 du 1er district congressionnel de Pennsylvanie | Élection de 2010 du 1er district congressionnel de Pennsylvanie | Élection de 2010 du 1er district congressionnel de Pennsylvanie | Élection de 2010 du 1er district congressionnel de Pennsylvanie |
| --------------------------------------------------------------- | --------------------------------------------------------------- | --------------------------------------------------------------- | --------------------------------------------------------------- | --------------------------------------------------------------- |
| Parti                                                           | Parti                                                           | Candidat                                                        | Votes                                                           | %                                                               |
|                                                                 | Démocrate                                                       | Bob Brady (sortant)                                             | 149 944                                                         | 100 %                                                           |
|                                                                 | Les Démocrates conservent                                       |                                                                 |                                                                 |                                                                 |

### 2012
| Élection de 2012 du 1er district congressionnel de Pennsylvanie | Élection de 2012 du 1er district congressionnel de Pennsylvanie | Élection de 2012 du 1er district congressionnel de Pennsylvanie | Élection de 2012 du 1er district congressionnel de Pennsylvanie | Élection de 2012 du 1er district congressionnel de Pennsylvanie |
| --------------------------------------------------------------- | --------------------------------------------------------------- | --------------------------------------------------------------- | --------------------------------------------------------------- | --------------------------------------------------------------- |
| Parti                                                           | Parti                                                           | Candidat                                                        | Votes                                                           | %                                                               |
|                                                                 | Démocrate                                                       | Bob Brady (sortant)                                             | 235 394                                                         | 85,0                                                            |
|                                                                 | Républicain                                                     | John Featherman                                                 | 41 708                                                          | 15,0                                                            |
| Total des votes                                                 | Total des votes                                                 | Total des votes                                                 | 277 102                                                         | 100 %                                                           |
|                                                                 | Les Démocrates conservent                                       |                                                                 |                                                                 |                                                                 |

### 2014
| Élection de 2014 du 1er district congressionnel de Pennsylvanie | Élection de 2014 du 1er district congressionnel de Pennsylvanie | Élection de 2014 du 1er district congressionnel de Pennsylvanie | Élection de 2014 du 1er district congressionnel de Pennsylvanie | Élection de 2014 du 1er district congressionnel de Pennsylvanie |
| --------------------------------------------------------------- | --------------------------------------------------------------- | --------------------------------------------------------------- | --------------------------------------------------------------- | --------------------------------------------------------------- |
| Parti                                                           | Parti                                                           | Candidat                                                        | Votes                                                           | %                                                               |
|                                                                 | Démocrate                                                       | Bob Brady (sortant)                                             | 131 248                                                         | 82,8                                                            |
|                                                                 | Républicain                                                     | Megan Rath                                                      | 27 193                                                          | 17,2                                                            |
| Total des votes                                                 | Total des votes                                                 | Total des votes                                                 | 158 441                                                         | 100 %                                                           |
|                                                                 | Les Démocrates conservent                                       |                                                                 |                                                                 |                                                                 |

### 2016
| Élection de 2016 du 1er district congressionnel de Pennsylvanie | Élection de 2016 du 1er district congressionnel de Pennsylvanie | Élection de 2016 du 1er district congressionnel de Pennsylvanie | Élection de 2016 du 1er district congressionnel de Pennsylvanie | Élection de 2016 du 1er district congressionnel de Pennsylvanie |
| --------------------------------------------------------------- | --------------------------------------------------------------- | --------------------------------------------------------------- | --------------------------------------------------------------- | --------------------------------------------------------------- |
| Parti                                                           | Parti                                                           | Candidat                                                        | Votes                                                           | %                                                               |
|                                                                 | Démocrate                                                       | Bob Brady (sortant)                                             | 245 791                                                         | 82,2                                                            |
|                                                                 | Républicain                                                     | Debbie Williams                                                 | 53 219                                                          | 17,8                                                            |
| Total des votes                                                 | Total des votes                                                 | Total des votes                                                 | 299 010                                                         | 100 %                                                           |
|                                                                 | Les Démocrates conservent                                       |                                                                 |                                                                 |                                                                 |

### 2018
| Élection de 2018 du 1er district congressionnel de Pennsylvanie | Élection de 2018 du 1er district congressionnel de Pennsylvanie | Élection de 2018 du 1er district congressionnel de Pennsylvanie | Élection de 2018 du 1er district congressionnel de Pennsylvanie | Élection de 2018 du 1er district congressionnel de Pennsylvanie |
| --------------------------------------------------------------- | --------------------------------------------------------------- | --------------------------------------------------------------- | --------------------------------------------------------------- | --------------------------------------------------------------- |
| Parti                                                           | Parti                                                           | Candidat                                                        | Votes                                                           | %                                                               |
|                                                                 | Républicain                                                     | Brian Fitzpatrick (sortant)                                     | 169 053                                                         | 51,3                                                            |
|                                                                 | Démocrate                                                       | Scott Wallace                                                   | 160 745                                                         | 48,7                                                            |
| Total des votes                                                 | Total des votes                                                 | Total des votes                                                 | 329 798                                                         | 100 %                                                           |
|                                                                 | Les Républicains conservent                                     |                                                                 |                                                                 |                                                                 |

### 2020
| Élection de 2020 du 1er district congressionnel de Pennsylvanie | Élection de 2020 du 1er district congressionnel de Pennsylvanie | Élection de 2020 du 1er district congressionnel de Pennsylvanie | Élection de 2020 du 1er district congressionnel de Pennsylvanie | Élection de 2020 du 1er district congressionnel de Pennsylvanie |
| --------------------------------------------------------------- | --------------------------------------------------------------- | --------------------------------------------------------------- | --------------------------------------------------------------- | --------------------------------------------------------------- |
| Parti                                                           | Parti                                                           | Candidat                                                        | Votes                                                           | %                                                               |
|                                                                 | Républicain                                                     | Brian Fitzpatrick (sortant)                                     | 249 804                                                         | 56,6                                                            |
|                                                                 | Démocrate                                                       | Christina Finello                                               | 191 875                                                         | 43,4                                                            |
| Total des votes                                                 | Total des votes                                                 | Total des votes                                                 | 441 679                                                         | 100 %                                                           |
|                                                                 | Les Républicains conservent                                     |                                                                 |                                                                 |                                                                 |

### 2022
| Primaire Républicaine de 2022 du 1er district congressionnel de Pennsylvanie | Primaire Républicaine de 2022 du 1er district congressionnel de Pennsylvanie | Primaire Républicaine de 2022 du 1er district congressionnel de Pennsylvanie | Primaire Républicaine de 2022 du 1er district congressionnel de Pennsylvanie | Primaire Républicaine de 2022 du 1er district congressionnel de Pennsylvanie |
| ---------------------------------------------------------------------------- | ---------------------------------------------------------------------------- | ---------------------------------------------------------------------------- | ---------------------------------------------------------------------------- | ---------------------------------------------------------------------------- |
| Parti                                                                        | Parti                                                                        | Candidat                                                                     | Votes                                                                        | %                                                                            |
|                                                                              | Républicain                                                                  | Brian Fitzpatrick (sortant)                                                  | 60 502                                                                       | 65,6                                                                         |
|                                                                              | Républicain                                                                  | Alex Entin                                                                   | 31 772                                                                       | 34,4                                                                         |

| Primaire Démocrate de 2022 du 1er district congressionnel de Pennsylvanie | Primaire Démocrate de 2022 du 1er district congressionnel de Pennsylvanie | Primaire Démocrate de 2022 du 1er district congressionnel de Pennsylvanie | Primaire Démocrate de 2022 du 1er district congressionnel de Pennsylvanie | Primaire Démocrate de 2022 du 1er district congressionnel de Pennsylvanie |
| ------------------------------------------------------------------------- | ------------------------------------------------------------------------- | ------------------------------------------------------------------------- | ------------------------------------------------------------------------- | ------------------------------------------------------------------------- |
| Parti                                                                     | Parti                                                                     | Candidat                                                                  | Votes                                                                     | %                                                                         |
|                                                                           | Démocrate                                                                 | Ashley Ehasz                                                              | 79 546                                                                    | 100 %                                                                     |

| Élection de 2022 du 1er district congressionnel de Pennsylvanie | Élection de 2022 du 1er district congressionnel de Pennsylvanie | Élection de 2022 du 1er district congressionnel de Pennsylvanie | Élection de 2022 du 1er district congressionnel de Pennsylvanie | Élection de 2022 du 1er district congressionnel de Pennsylvanie |
| --------------------------------------------------------------- | --------------------------------------------------------------- | --------------------------------------------------------------- | --------------------------------------------------------------- | --------------------------------------------------------------- |
| Parti                                                           | Parti                                                           | Candidat                                                        | Votes                                                           | %                                                               |
|                                                                 | Républicain                                                     | Brian Fitzpatrick (sortant)                                     | 201 571                                                         | 54,9                                                            |
|                                                                 | Démocrate                                                       | Ashley Ehasz                                                    | 165 809                                                         | 45,1                                                            |
|                                                                 | Libertarien                                                     | Caroline Avery (write-in)                                       | 0                                                               | 0,0                                                             |
|                                                                 | Vert                                                            | Henry Conoly (write-in)                                         | 0                                                               | 0,0                                                             |
| Total des votes                                                 | Total des votes                                                 | Total des votes                                                 | 367 380                                                         | 100 %                                                           |
|                                                                 | Les Républicains conservent                                     |                                                                 |                                                                 |                                                                 |

### 2024
| Primaire Républicaine de 2024 du 1er district congressionnel de Pennsylvanie | Primaire Républicaine de 2024 du 1er district congressionnel de Pennsylvanie | Primaire Républicaine de 2024 du 1er district congressionnel de Pennsylvanie | Primaire Républicaine de 2024 du 1er district congressionnel de Pennsylvanie | Primaire Républicaine de 2024 du 1er district congressionnel de Pennsylvanie |
| ---------------------------------------------------------------------------- | ---------------------------------------------------------------------------- | ---------------------------------------------------------------------------- | ---------------------------------------------------------------------------- | ---------------------------------------------------------------------------- |
| Parti                                                                        | Parti                                                                        | Candidat                                                                     | Votes                                                                        | %                                                                            |
|                                                                              | Républicain                                                                  | Brian Fitzpatrick (sortant)                                                  | 45 052                                                                       | 61,5                                                                         |
|                                                                              | Républicain                                                                  | Mark Houck                                                                   | 28 180                                                                       | 38,5                                                                         |

| Primaire Démocrate de 2024 du 1er district congressionnel de Pennsylvanie | Primaire Démocrate de 2024 du 1er district congressionnel de Pennsylvanie | Primaire Démocrate de 2024 du 1er district congressionnel de Pennsylvanie | Primaire Démocrate de 2024 du 1er district congressionnel de Pennsylvanie | Primaire Démocrate de 2024 du 1er district congressionnel de Pennsylvanie |
| ------------------------------------------------------------------------- | ------------------------------------------------------------------------- | ------------------------------------------------------------------------- | ------------------------------------------------------------------------- | ------------------------------------------------------------------------- |
| Parti                                                                     | Parti                                                                     | Candidat                                                                  | Votes                                                                     | %                                                                         |
|                                                                           | Démocrate                                                                 | Ashley Ehasz                                                              | 68 489                                                                    | 100 %                                                                     |

| Élection de 2024 du 1er district congressionnel de Pennsylvanie | Élection de 2024 du 1er district congressionnel de Pennsylvanie | Élection de 2024 du 1er district congressionnel de Pennsylvanie | Élection de 2024 du 1er district congressionnel de Pennsylvanie | Élection de 2024 du 1er district congressionnel de Pennsylvanie |
| --------------------------------------------------------------- | --------------------------------------------------------------- | --------------------------------------------------------------- | --------------------------------------------------------------- | --------------------------------------------------------------- |
| Parti                                                           | Parti                                                           | Candidat                                                        | Votes                                                           | %                                                               |
|                                                                 | Républicain                                                     | Brian Fitzpatrick (sortant)                                     | TBD                                                             | TBD                                                             |
|                                                                 | Démocrate                                                       | Ashley Ehasz                                                    | TBD                                                             | TBD                                                             |
| Total des votes                                                 | Total des votes                                                 | Total des votes                                                 | TBD                                                             | 100 %                                                           |
|                                                                 |                                                                 |                                                                 |                                                                 |                                                                 |